# Kamiling Publishing
Kamiling Publishing (początkowo firma nosiła nazwę Kamiling Co.) – przedsiębiorstwo muzyczne założone w 1991 w Warszawie przez Kamila Sipowicza. Firma zajmuje się wydawaniem płyt, organizacją koncertów i promocją. W 1994 przedsiębiorstwo rozpoczęło współpracę z menadżerem muzycznym Mateuszem Labudą oraz wydawnictwem Pomaton EMI. 
Według słów założyciela: Celem firmy Kamiling było przede wszystkim promowanie działalności zespołu Maanam oraz solowych projektów Kory i Marka Jackowskiego.

## Wydawnictwa

### Wydane samodzielnie[2][3]
- 1991 Nie bój się – kaseta magnetofonowa do trasy koncertowej Maanam: Nie Bój Się 1991, (nr kat.: K-002)[4].
- 1991 The best of Kora and Maanam Vol.II – płyta kompaktowa CD, (nr kat.: 001).
- 1992 The best of Kora and Maanam Vol.I – płyta kompaktowa CD, (nr kat.: K 002).
- 1991 O!, Maanam – reedycja albumu wydanego przez Pronit w 1982 (nr kat.: K-004)[5].
- 1992 Derwisz i anioł, Maanam – płyta CD (nr kat.: K-006)[6].
- 1992  Maanam, Maanam – reedycja albumu wydanego w 1981 przez Wifon, płyta CD i MC (nr kat.: K-003, MC-003)[7].
- 1992  Cosmopolis, Brygada Kryzys CD (nr kat.: CD 009).
- 1992  Tehno Terror, Max i Kelner CD (nr kat.: 007)
- 1993 Nocny patrol, Maanam – CD (nr. kat: K-010), reedycja.
- 1993 Maanamaania, Maanam – CD (nr kat.: K-012)
- 1993 Ballady, Maanam – CD (nr kat.: K-014)
- 1993 Ja pana w podróż zabiorę, Kora – CD (nr kat.: K-014)
- 1994 Sie ściemnia, Maanam – CD (nr kat.: K-005)
- 1994 No1, Marek Jackowski – LP[8]
- 1996 Bela Pupa, Kora i Pudelsi – CD (nr kat.: Co 008)

### Wydane we współpracy z Pomaton EMI[3]
- 1994  Róża, Maanam – CD, (nr. kat.: K-016).
- Maanam – album Znaki szczególne. 2004 r.
- Maanam – singel Trzy imiona. 2004 r.
- Maanam – singel Do kogo biegłam. 2004 r.
- Maanam – singel Tu jest mój dom. 2005 r.
- Maanam – Grand Prix Opole 2005 singel Karuzela z madonnami. 2005 r.
- Maanam – singel Głęboko w sercu. 2006 r.